# Talavera la Real
Talavera la Real é um município da Espanha na comarca da Terra de Badajoz, província de Badajoz, comunidade autónoma da Estremadura, de área 61,5 km². Em 2021 tinha 5 311 habitantes (densidade: 86,4 hab./km²).
Provavelmente existe desde o período romano e chamava-se Evandriana.

## Demografia
| Variação demográfica do município entre 1991 e 2004 | Variação demográfica do município entre 1991 e 2004 | Variação demográfica do município entre 1991 e 2004 | Variação demográfica do município entre 1991 e 2004 |
| --------------------------------------------------- | --------------------------------------------------- | --------------------------------------------------- | --------------------------------------------------- |
| 1991                                                | 1996                                                | 2001                                                | 2004                                                |
| 5237                                                | 5288                                                | 5284                                                | 5210                                                |